# باشگاه فوتبال کارتال‌اسپور
کارتال‌اسپور (انگلیسی: Kartal S.K.) یک باشگاه فوتبال واقع در منطقهٔ کارتال استانبول است. این باشگاه پس از کسب مقام دوم در لیگ دسته‌دو فصل ۲۰۰۶–۲۰۰۷ به لیگ برتر بانک آسیا صعود کرد. کارتال فصل ۲۰۰۷–۲۰۰۸ را به خوبی شروع کرد و در نیم فصل اول توانست مقام سوم را کسب کند اما در نیم‌فصل دوم ناامید کننده بود و در نهایت با عنوان سیزدهم آن فصل را به پایان رساند. این الگو در فصل ۲۰۰۸–۲۰۰۹ هم تکرار شد و در نهایت با مقام دوازدهم به پایان فصل رسید. این باشگاه به موفقیت در ایجاد پیشرفت بازیکنان جوان مشهور است. آن‌ها بازیکنانی مثل «ولکان دمیرل» دروازه‌بان تیم فنرباغچه و تیم ملی ترکیه، «ثروت چتین» مدافع تیم ملی ترکیه و «اگمن کورکماز» کاپیتان تیم فنرباغچه پرورش کرده‌اند. این باشگاه یک تیم بانوان هم دارد که در سال ۲۰۰۷ در ترکیه مقام سوم را کسب کرد.